# Aizó Morikawa
Aizó Morikawa (森川 愛三, Morikawa Aizō, 1878 – 5. února 1949) byl renomovaný japonský portrétní a komerční fotograf.

## Životopis
Fukui se narodil v prefektuře Fukui v roce 1878 a odjel na nějaký čas kolem roku 1897 do Sappora, kde studoval fotografii u Tokiwy Mišima v jeho ateliéru. Kolem roku 1907 se přestěhoval do Tokia, kde studoval u Kazumasy Ogawy.
Morikawa založil své vlastní studio, Morikawa Šašinkan (森川写真館, které se stalo známé jako vynikající v Tokiu a předním japonským studiem pro svatební fotografii omiai.
Morikawa zemřel v Tokiu dne 5. února 1949.
Část práce Morikawy je ve stálé sbírce Tokijského metropolitního muzea fotografie . 